# Itoigawa

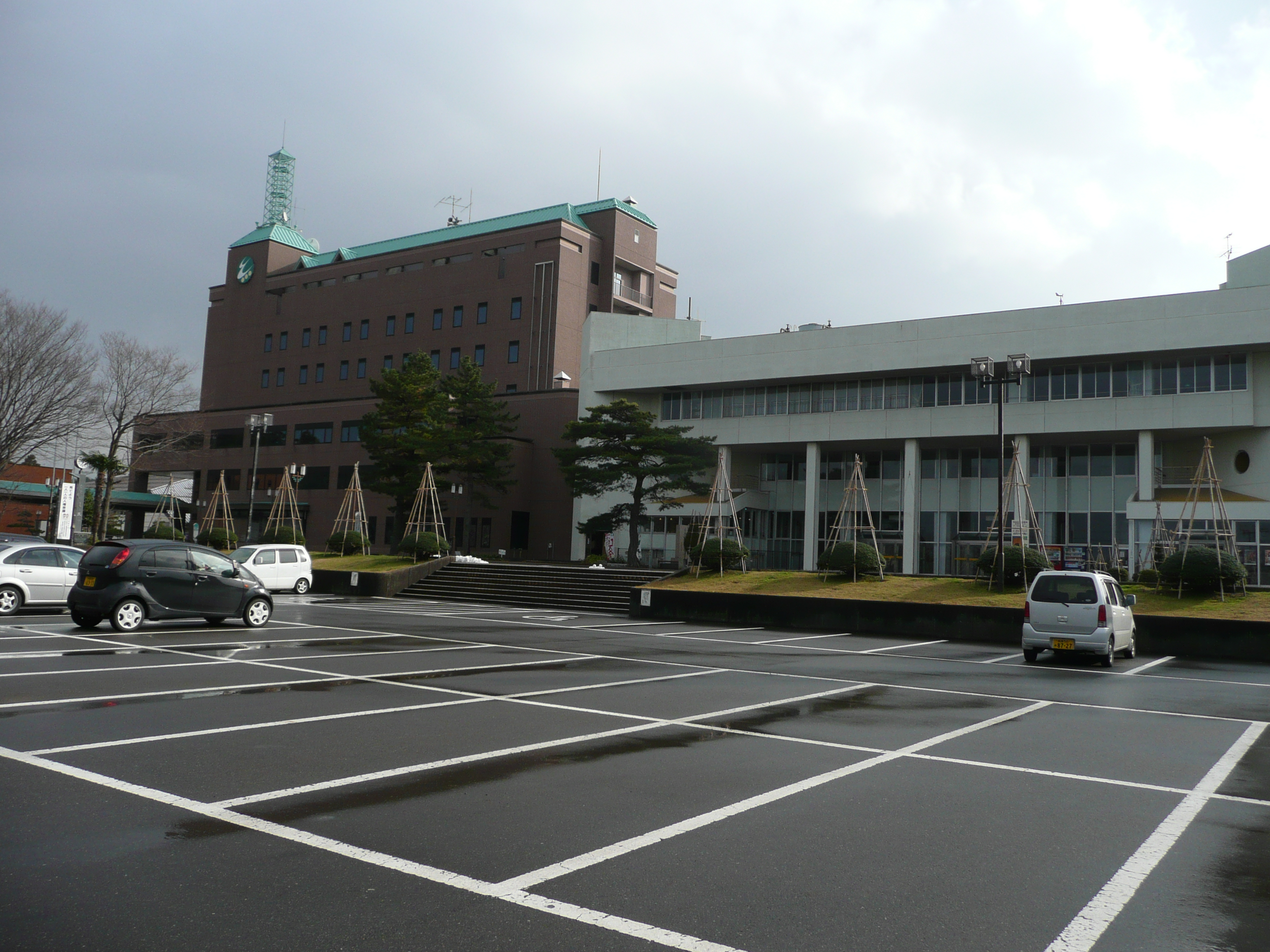
Un ufficio statale

Itoigawa (糸魚川市?) è una città giapponese della prefettura di Niigata.